# Mary Brück
Pour les articles homonymes, voir Brück.
Mary Brück, née Conway (1925-2008), est une astronome, astrophysicienne et historienne des sciences irlandaise, dont la carrière s'est déroulée à l'Observatoire Dunsink de Dublin et à l'Observatoire royal d'Édimbourg en Écosse,,,.

## Enfance et formation
Mary Teresa Conway est née le 29 mai 1925 à Ballivor, dans le comté de Meath, en Irlande, l'aînée d'une famille de huit enfants. Elle a utilisé la forme irlandaise de son nom, Máire Treasa Ní Chonmhidhe, tout en fréquentant l'école couvent, où elle a montré des talents pour les mathématiques, les sciences et la musique, et à l'University College de Dublin, où elle a étudié la physique. Elle a obtenu un BSc en 1945 et un MSc en 1946.

## Astronome
Mary Conway est étudiante de troisième cycle à l'université d'Édimbourg, en Écosse, où elle a effectué de la recherche en astrophysique solaire, aboutissant à l'attribution d'un doctorat en 1950, avec une thèse intitulée Studies of Hα Line Profiles in Prominences. Son directeur de thèse est Mervyn Ellison (en), alors l'un des principaux responsables scientifiques à l'observatoire royal d'Édimbourg.
Conway est retournés à Dublin, afin de travailler à l'observatoire Dunsink. L'observatoire avait rouvert en tant qu'institut de recherche en 1947, quand il a été transféré à l'Institut d'études avancées de Dublin, et l'astronome Hermann Brück (en) (1905-2000), d'origine allemande, a été nommé comme nouveau directeur.
Conway et Hermann Brück, veuf avec deux enfants, se marient en 1951, date à laquelle elle a pris le nom de Marie Brück. Elle a eu trois enfants avec lui.
Hermann Brück a été nommé astronome royal d'Écosse en 1957, et la famille s'installe à Édimbourg. Marie Brück a été nommée professeure à temps partiel à l'université d'Édimbourg, en 1962. Elle devint par la suite professeure à plein temps et a été promue au rang de maître de conférences.
Marie Brück effectue des recherches sur les étoiles, le milieu interstellaire et les nuages de Magellan. Certaines de ces recherches ont utilisé des observations photographiques effectuées à partir du UK Schmidt Telescope et de l'observatoire de Siding Spring en Australie. Elle a utilisé les données numériques, la luminosité et les couleurs des étoiles dans les Nuages de Magellan, pour étudier la structure et l'évolution de ces galaxies voisines. Elle a publié de nombreux ouvrages dans les Monthly Notices of the Royal Astronomical Society, les Publications of the Royal Observatory Edinburgh, Nature et Astronomy and Astrophysics.

## Historienne des sciences
Marie Brück collabore avec son mari sur une biographie de l'astronome royal d'Écosse du XIXe siècle, Charles Piazzi Smyth.
Elle a développé une réputation comme historienne des sciences, spécialisée dans le travail des femmes en astronomie, et dans l'histoire de l'astronomie en Écosse et en Irlande. Elle a publié des articles dans plusieurs revues spécialisées, y compris l'Irish Astronomical Journal (en), le Quarterly Journal of the Royal Astronomical Society (en), le Journal of Astronomical History and Heritage et l'Antiquarian Astronomer (en). Elle a siégé au comité de rédaction de ce dernier.
Marie Brück a écrit un livre sur Agnes Mary Clerke, l'éminente femme astronome irlandaise du XIXe siècle, auteure et commentatrice sur la science, Agnes Mary Clerke and the Rise of Astrophysics.
Elle a été suivie par Women in Early British and Irish Astronomy: Stars and Satellites, qui décrit le travail des femmes astronomes, dont un grand nombre avaient été négligés auparavant.
Marie Brück a contribué par cinq articles à l'Oxford Dictionary of National Biography, et six à la Biographical Encyclopedia of Astronomers,.

## Publications
- Night sky
- Agnes Mary Clerke and the rise of astrophysics
- Edinburgh spectroscopic teaching package for undergraduates
- Exercises in practical astronomy using photographs with solutions
- The peripatetic astronomer, c1988
- Three-colour photometry of southern galactic clusters. III: NGC 6167
- Women in early British and Irish astronomy: stars and satellites